# Lustration i Ukraina

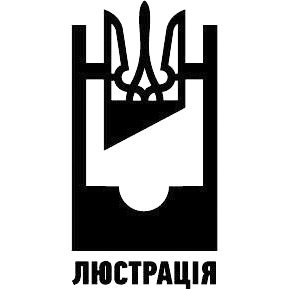
Logotyp för ukrainska utrensningsutskottet

Lustration i Ukraina är en ukrainsk lag som antogs den 16 september 2014. Lagen möjliggör avskedande av tjänstemän från offentliga ämbeten som arbetade under landets före detta president Viktor Janukovytj mellan 25 februari 2010 och 22 februari 2014 och inte avgått självmant. Lagen gäller även tjänstemän som var anställda i Sovjetunionens kommunistiska parti och tjänstemän som begått fel i sina deklarationer. Lagen kom för att komma åt mutkolvar i statsapparaten.
Lustrationsprocessen har redan börjat, över 25 000 statligt anställda har sagts upp och 500 höga chefstjänstemän inom statsapparaten varslats.